# Daniel Federspiel
Daniel Federspiel (* 21. April 1987 in Imst) ist ein österreichischer Radrennfahrer, der im Mountainbikesport, Cyclocross und Straßenradsport aktiv ist. 2015 und 2016 wurde er MTB-Weltmeister in der Disziplin Cross-Country Eliminator.

## Werdegang
Daniel Federspiel wurde 2005 in Wien Österreichischer Vizemeister im Cyclocross der Juniorenklasse. Auf dem Mountainbike gewann er in der Juniorenklasse die nationale Cross Country-Meisterschaft sowie die Marathonmeisterschaft. Im nächsten Jahr wurde er in der U23-Klasse Zweiter der Cyclocross-Meisterschaft und 2007 konnte er das Rennen in Thörl sowie 2009 in Wien Laaer Berg für sich entscheiden. 2008 fuhr Federspiel für das TYROL-Team Radland Tirol, wo er unter anderem Vize-Europameister in der Klasse U23 im Mountainbike-Marathon wurde. Auch den Vizestaatsmeistertitel konnte Federspiel erfolgreich verteidigen. Bei der Marathon-Europameisterschaft 2009 in Estland wurde er Europameister in der Klasse U23.
Nach der offiziellen Anerkennung des Cross-Country Eliminator (XCE) durch die UCI spezialisierte sich Federspiel auf die neue MTB-Disziplin. 2012 wurde er in Kaprun erstmals Österreichischer Meister im XCE. Bis 2021 konnte er den Titel noch sechsmal erringen. Bei der erstmaligen Austragung der Disziplin im Rahmen der Mountainbike-Weltmeisterschaften 2012 gewann er die Bronzemedaille. Ein Jahr später wurde er der erste Europameister im Eliminator überhaupt und zudem Vizeweltmeister. Im UCI-Mountainbike-Weltcup entschied er zwei Rennen sowie die Gesamtwertung für sich.
Seinen bisher größten Erfolg konnte der Imster bei der Weltmeisterschaft 2015 in Andorra feiern. Dort wurde er im September Weltmeister in der Disziplin Cross Country Eliminator. 2016 verteidigte er den Weltmeistertitel erfolgreich. Sein bisher letzter internationaler Erfolg war der Sieg beim UCI-Mountainbike-Eliminator-Weltcup 2018 in Graz.
Nach seinen Erfolgen im Eliminator wandte sich Federspiel auch wieder anderen Disziplinen des Radsports zu. 2019 wurde er Mitglied im Team Vorarlberg Santic und nahm an einigen Rennen der UCI Europe Tour teil. 2020 wurde er bei den Staatsmeisterschaften Vizemeister im Straßenrennen. Bereits als Junior und in der U23 erfolgreich, wurde er 2020 und 2021 Österreichischer Staatsmeister im Cyclocross.

## Ehrungen
- Daniel Federspiel wurde zum Radsportles des Jahres 2016 von Österreich gewählt.[3]

## Sportliche Erfolge
| 2012 - Weltmeisterschaften – Eliminator (XCE) - Österreichischer Meister – Eliminator (XCE) 2013 - Weltmeisterschaften – Eliminator (XCE) - Europameister – Eliminator (XCE) - Österreichischer Meister – Eliminator (XCE) - zwei Weltcup-Erfolge – Eliminator (XCE) - Gesamtwertung UCI-MTB-Weltcup – Eliminator (XCE) 2014 - Europameister – Eliminator (XCE) - Österreichischer Meister – Eliminator (XCE) 2015 - Weltmeister – Eliminator (XCE) - Österreichischer Meister – Eliminator (XCE) 2016 - Europameisterschaften – Eliminator (XCE) - Weltmeister – Eliminator (XCE) 2017 - Europameisterschaften – Eliminator (XCE) - Österreichischer Meister – Eliminator (XCE) 2018 - Österreichischer Meister – Eliminator (XCE) - ein Weltcup-Erfolg – Eliminator (XCE) 2021 - Österreichischer Meister – Eliminator (XCE) | 2006 - Österreichischer Meister (U23) 2007 - Österreichischer Meister (U23) 2009 - Österreichischer Meister (U23) 2020 - Österreichischer Meister 2021 - Österreichischer Meister 2022 - Österreichischer Meister 2023 - Österreichischer Meister |